# Лаппинагов, Аслан Аланович
Аслан Аланович Лаппинагов (род. 9 августа 1993) — российский дзюдоист, призёр чемпионатов России, бронзовый призёр чемпионатов Европы, мастер спорта России международного класса (2015). Живёт в Дмитрове. Представлял Вооружённые силы (Дмитров). Его тренерам в разное время были Алик Бекузаров, Казбек Цагараев и В. А. Нефёдов. Выступал в полусредней весовой категории (до 81 кг).

## Спортивные результаты
- Первенство России среди юниоров 2010 года — ;
- Первенство мира среди юниоров 2010 года — ;
- Первенство России среди юниоров 2011 года — ;
- Первенство России среди юниоров 2012 года — ;
- Первенство России среди юниоров 2013 года — ;
- Открытый чемпионат Белоруссии по дзюдо 2013 года — ;
- Первенство России по дзюдо среди молодёжи 2013 года — ;
- Первенство России по дзюдо среди молодёжи 2014 года — ;
- Первенство Европы по дзюдо среди молодёжи 2014 года — ;
- Чемпионат России по дзюдо 2014 года — ;
- Первенство России по дзюдо среди молодёжи 2015 года — ;
- Первенство Европы по дзюдо среди молодёжи 2015 года — ;
- Чемпионат России по дзюдо 2015 года — ;
- Чемпионат России по дзюдо 2016 года — ;